# Relaxina
La relaxina è un ormone peptidico prodotto nella donna dalle ovaie, dalla mammella e in gravidanza dalla decidua basale e dalla placenta in maniera pulsatile.
Nell'uomo è prodotta dalla prostata ed è presente nello sperma favorendo la mobilità degli spermatozoi. Venne descritto per la prima volta da Frederick Hisaw nel 1926.
La relaxina fa parte di una super-famiglia di 7 peptidi simil-relaxina ad alta somiglianza strutturale ma scarsa similitudine aminoacidica tra loro; essi sono: relaxina-1 (RLN1), 2 (RLN2) e 3 (RLN3), e i peptidi simil-insulinici (INSL), INSL3, INSL4, INSL5 e INSL6. Le funzioni fisiologiche della: relaxina-3, INSL4, INSL5 e INSL6 non sono ancora note.
La relaxina strutturalmente si caratterizza per essere un eterodimero di due catene peptidiche di 24 e 29 amminoacidi collegati da ponti disolfuro, essa è strutturalmente correlata all'insulina.
La relaxina è prodotta a partire da un precursore la prorelaxina (prormone) per scissione (clivaggio) di una catena proteica aggiuntiva.

## Fisiologia
L'ormone esercita un duplice ruolo: agisce come antagonista degli attivatori contrattili quali l'ossitocina sulla contrattilità uterina e regola i cambiamenti nel tessuto connettivo cervicale favorendone la maturazione prima del travaglio.
In particolare serve per rilassare le formazioni pelviche (muscoli, sinfisi pubica) al fine di agevolare la progressione del feto nel canale da parto durante il parto.
La relaxina agisce sul metabolismo del collagene, inibendone la sintesi e migliorando la sua ripartizione aumentando le metalloproteinasi della matrice (MMP), essa inoltre migliora l'angiogenesi ed è anche un potente vasodilatatore renale.
Recenti ricerche italiane, di un gruppo di ricerca fiorentino, indicherebbero nella relaxina un importante ruolo nella terapia e prevenzione di malattie cardiovascolari, poiché induce dilatazione dei microvasi, aumenta il flusso sanguigno, inibisce la formazione di trombociti ed inoltre ridurrebbe le neoplasie.
Non sono ancora state descritte patologie correlate al deficit o eccesso di relaxina, anche se sembra esserci una correlazione con la genesi della sclerodermia e della fibromialgia.